# Бабухів (струмок)
Бабухів (пол. Babuchów) — струмок в Україні у Калуському районі Івано-Франківської області. Правий доплив річки Гнилої Липи (басейн Дністра).

## Опис
Довжина струмка приблизно 5,66 км, найкоротша відстань між витоком і гирлом — 5,11 км, коефіцієнт звивистості річки — 1,11. Формується декількома струмками.

## Розташування
Бере початок на північно-східній стороні від села Межигаї. Тече переважно на південний схід через село Бабухів і впадає в річку Гнилу Липу, ліву притоку річки Дністра.

## Цікаві факти
- У селі Бабухів струмок перетинає автошлях Н09[3] (автомобільний шлях національного значення на території України. Проходить територією Закарпатської, Івано-Франківської та Львівської областей.).